# Boțești (Vaslui)
Pour les articles homonymes, voir Boțești.
Boțești est une commune roumaine située dans le județ de Vaslui.